# Martin Ridge
Il Martin Ridge è una vasta dorsale dell'Antartide, sempre coperta di ghiaccio, che delimita il margine occidentale della parte superiore del Ghiacciaio Moody, nella catena montuosa dei Monti della Regina Alessandra, nella Dipendenza di Ross.
La denominazione è stata assegnata dal Comitato consultivo dei nomi antartici (US-ACAN) in onore di Wilbur E. Martin, membro dell'U.S. Army, responsabile di pista durante l'Operazione Deep Freeze del 1963.